# Burundi en los Juegos Olímpicos
Burundi en los Juegos Olímpicos está representado por el Comité Olímpico Nacional de Burundi, creado en 1990 y reconocido por el Comité Olímpico Internacional en 1993.
Ha participado en ocho ediciones de los Juegos Olímpicos de Verano, su primera presencia tuvo lugar en Atlanta 1996. El país ha obtenido dos medallas en las ediciones de verano, una de oro y una de plata.
En los Juegos Olímpicos de Invierno Burundi no ha participado en ninguna edición.

## Medallero

### Por edición
Juegos Olímpicos de Verano
| Evento              | Oro | Plata | Bronce | Total |
| ------------------- | --- | ----- | ------ | ----- |
| Atlanta 1996        | 1   | 0     | 0      | 1     |
| Sídney 2000         | 0   | 0     | 0      | 0     |
| Atenas 2004         | 0   | 0     | 0      | 0     |
| Pekín 2008          | 0   | 0     | 0      | 0     |
| Londres 2012        | 0   | 0     | 0      | 0     |
| Río de Janeiro 2016 | 0   | 1     | 0      | 1     |
| Tokio 2020          | 0   | 0     | 0      | 0     |
| París 2024          | 0   | 0     | 0      | 0     |
| TOTAL               | 1   | 1     | 0      | 2     |

### Por deporte
Deportes de verano
| Evento    | Oro | Plata | Bronce | Total |
| --------- | --- | ----- | ------ | ----- |
| Atletismo | 1   | 1     | 0      | 2     |
| TOTAL     | 1   | 1     | 0      | 2     |